# Johann Karl Ehrenfried Kegel

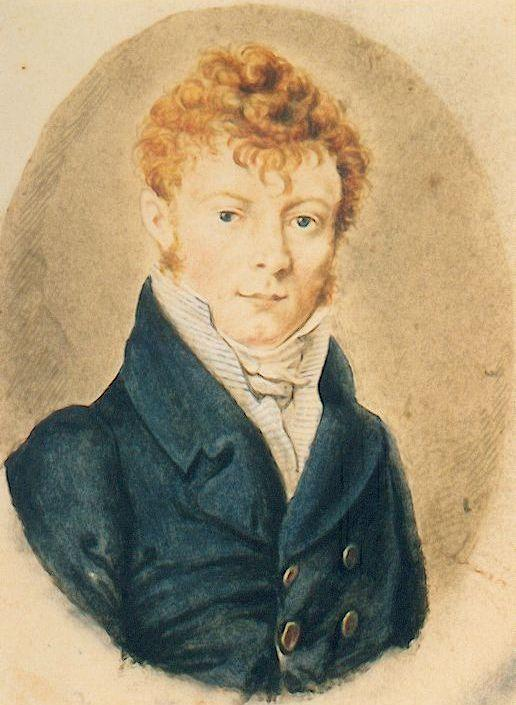
Johann Karl Ehrenfried Kegel

Johann Karl Ehrenfried Kegel (* 3. Oktober 1784 in Rammelburg; † 13. Junijul. / 25. Juni 1863greg. in Odessa) war ein deutscher Agronom und Erforscher der Halbinsel Kamtschatka.

## Leben
Johann Karl Ehrenfried Kegel erhielt seine Ausbildung auf der Domschule in Halberstadt und studierte dann an der Handelshochschule in Kopenhagen. Angeregt durch den Onkel seiner Frau, den Arzt und russischen Staatsrat Melchior Adam von Merz (Sankt Petersburg), ging Kegel im Winter 1826/27 nach Russland.
1841 erhielt er vom russischen Ministerium für Domänenwirtschaft den Auftrag, das Innere Kamtschatkas zu erforschen und Möglichkeiten für Landwirtschaft und Bergbau zu prüfen. Nachdem er Sibirien durchquert hatte, schiffte er sich in Ochotsk ein und landete schiffbrüchig in Kamtschatka.
Von Petropawlowsk aus unternahm er mehrere mehrmonatige Reisen ins Landesinnere. Um die Bodenverhältnisse zu erkunden und Probesaaten vorzunehmen, tat er dies jeweils im Sommerhalbjahr, obwohl zu dieser Jahreszeit die Wege kaum passierbar und das Reisen äußerst strapaziös waren. In seinen Berichten beschreibt er nicht nur Flora, Fauna, Bodenbeschaffenheit und Geologie des Landes, sondern schildert auch das Leben der Völker Kamtschatkas. Er erkannte den potenziellen Reichtum des Landes bei guter Bewirtschaftung und entdeckte Bodenschätze. Zugleich machte er Vorschläge zur Verbesserung der Lebensumstände der Einheimischen, deren Unterdrückung und Ausbeutung er wiederholt anprangerte.
Bei der korrupten Verwaltung, die nicht an der Entwicklung des Landes interessiert war, sondern an der Mehrung des eigenen Reichtums durch Pelzhandel, war Kegel verhasst. Man fürchtete seine Unbestechlichkeit und schikanierte ihn mit allen erdenklichen Mitteln. Trotzdem vollendete er sein Werk und kehrte 1847 gesundheitlich schwer angeschlagen, mehrfach dem Tod entronnen, nach Sankt Petersburg zurück. Seine Berichte, die als die genauesten aus dieser Zeit gelten, konnten nicht zu seinen Lebzeiten veröffentlicht werden, weil das für ihn den Verlust der Freiheit oder Schlimmeres bedeutet hätte.
Johann Karl Ehrenfried Kegel starb 1863 in Odessa.